# Mons (Bèlgica)
Mons (en picard Mont, en neerlandès Bergen) és una ciutat de Bèlgica situada a Valònia, capital de la província d'Hainaut, al marge del riu Haine. El 2015 fou Capital Europea de la Cultura.
Està situada a la vora de la frontera amb França i és el centre del districte de Borinage, l'antic centre miner i siderúrgic de la regió. El 1977 la ciutat històrica va fusionar-se amb els municipis veïns de Ghlin, Flénu, Jemappes, Maisières, Nimy, Havré, Harmignies, Harveng, Hyon, Mesvin, Nouvelles, Ciply, Saint-Symphorien, Villers-Saint-Ghislain, Spiennes, Cuesmes, Obourg i Saint-Denis.

## Història
La ciutat fou escenari d'un assetjament per les tropes espanyoles comandades per Fernando Álvarez de Toledo, tercer duc d'Alba, el 1572 durant la Guerra dels Països Baixos. A pesar dels reforços enviats a la ciutat pels hugonots francesos des del sud i per Guillem d'Orange des del nord la ciutat va caure en mans del duc d'Alba el 23 de setembre.
Mons també fou escenari d'una altra batalla al principi de la Primera Guerra Mundial, la primera que enfrontà l'exèrcit britànic contra l'exèrcit alemany. Els britànics foren obligats a retirar-se i Mons no fou alliberada fins als últims dies de la guerra per l'exèrcit canadenc, més de quatre anys després.
El quarter general de l'OTAN fou traslladat a Mons en 1967 des de Fontainebleau (França), després de la retirada de França de l'estructura militar de l'Aliança.

## Persones il·lustres
- Gilles Binchois, compositor de l'escola flamenca (segle xv, el seu naixement a Mons és incert)
- Jan Provoost, pintor (segles XV-XVI)
- Jacques du Broeucq, pintor i arquitecte (segle xvi, el seu naixement a Mons és incert)
- Orlando di Lasso, compositor (segle xvi)
- Guido de Bres, teòleg (1522 - 1567)
- Nicolas Neufchatel, pintor (segle xvi)
- Jean Yeuwain, dramaturg i traductor (segles XVI-XVII)
- Giuseppe Grisoni, pintor i escultor (segle XVII)
- François-Joseph Fétis, musicòleg, compositor, crític, i professor (segle xviii)
- François-Philippe de Haussy, primer governador del Banc Nacional de Bèlgica (segle xviii)
- Paul Émile de Puydt, botànic, economista, i escriptor (segle xix)
- Émile Motte, pintor (segle xix)
- Louis Dewis, pintor (segle xix)
- Charles Plisnier, escriptor, Premi Goncourt i activista való.
- Eva Dufrane (1858-1905) cantant d'òpera.
- Hector Dufranne (1870-1951) cantant d'òpera.

## Galeria d'imatges

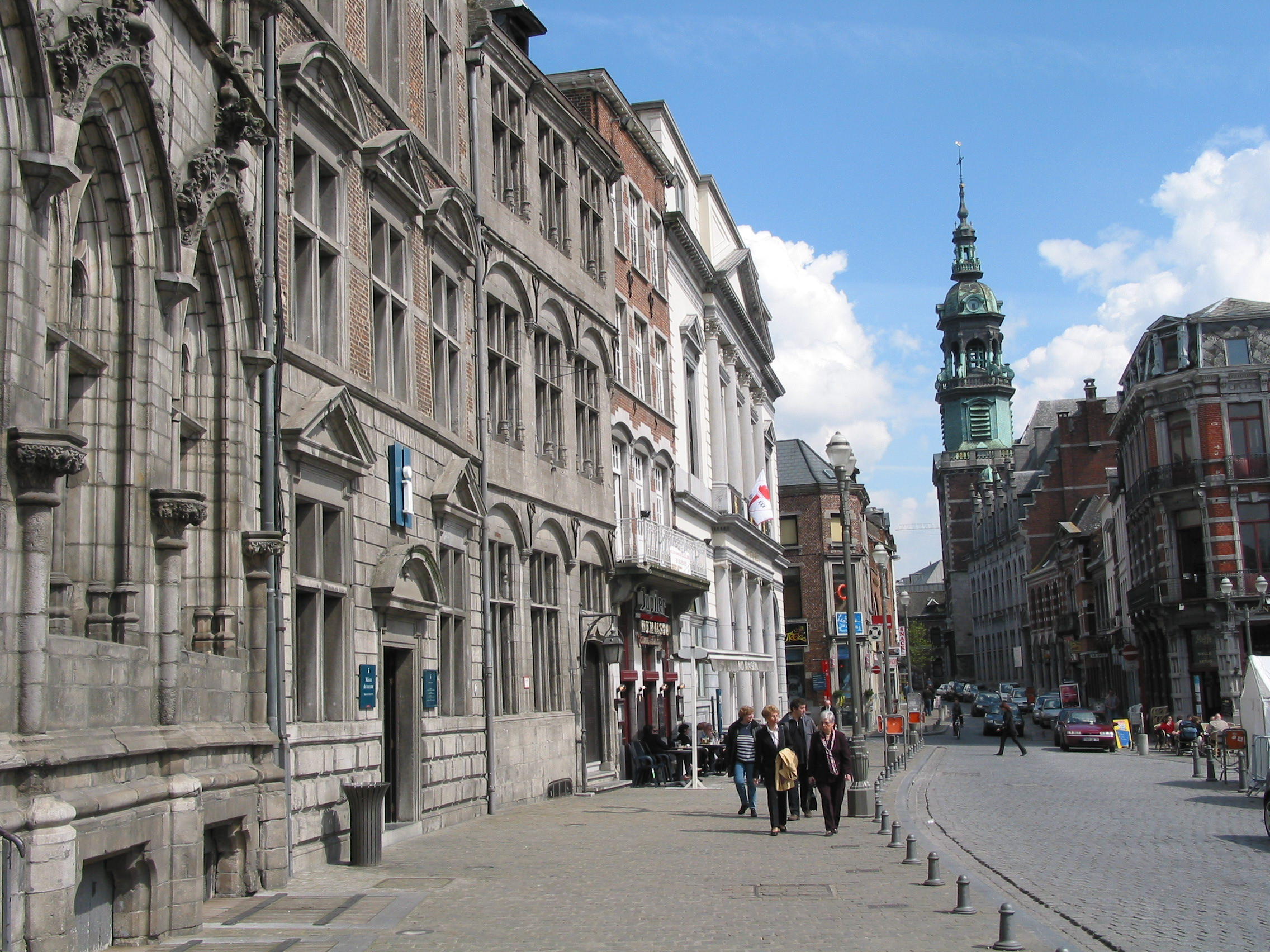
Començament del carrer Nimy.
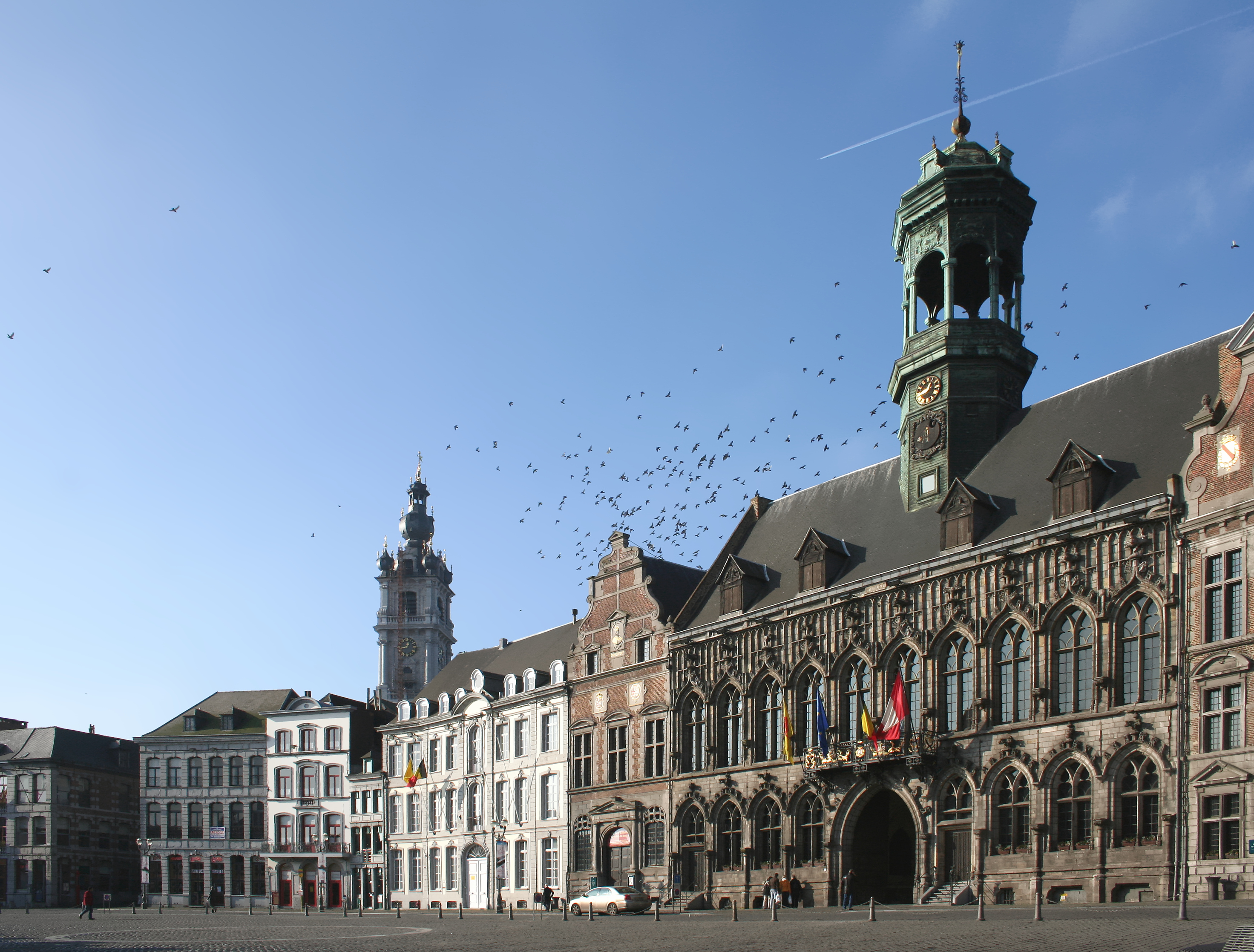
La Grand'Place (plaça major).
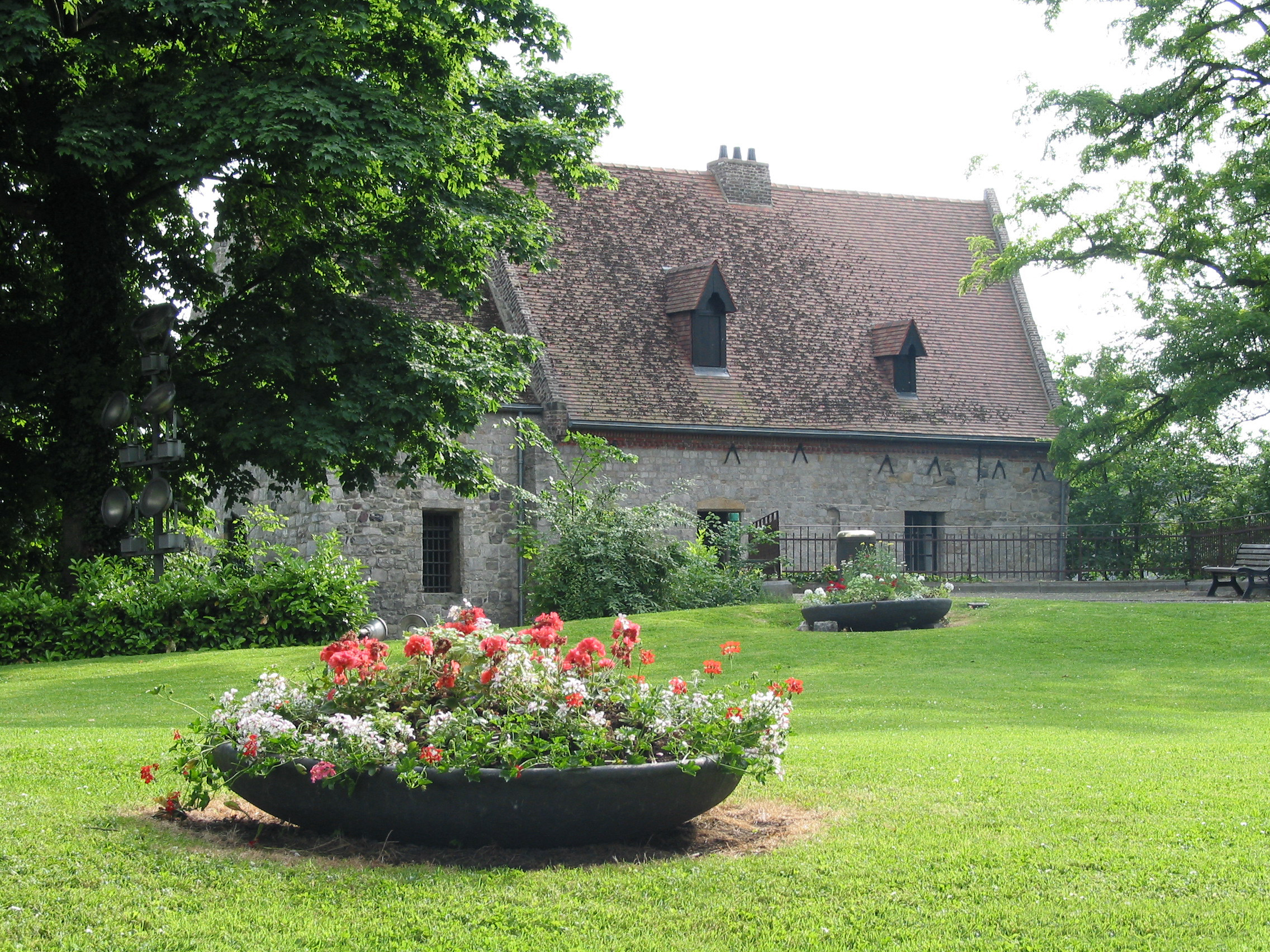
Jardí del castell.
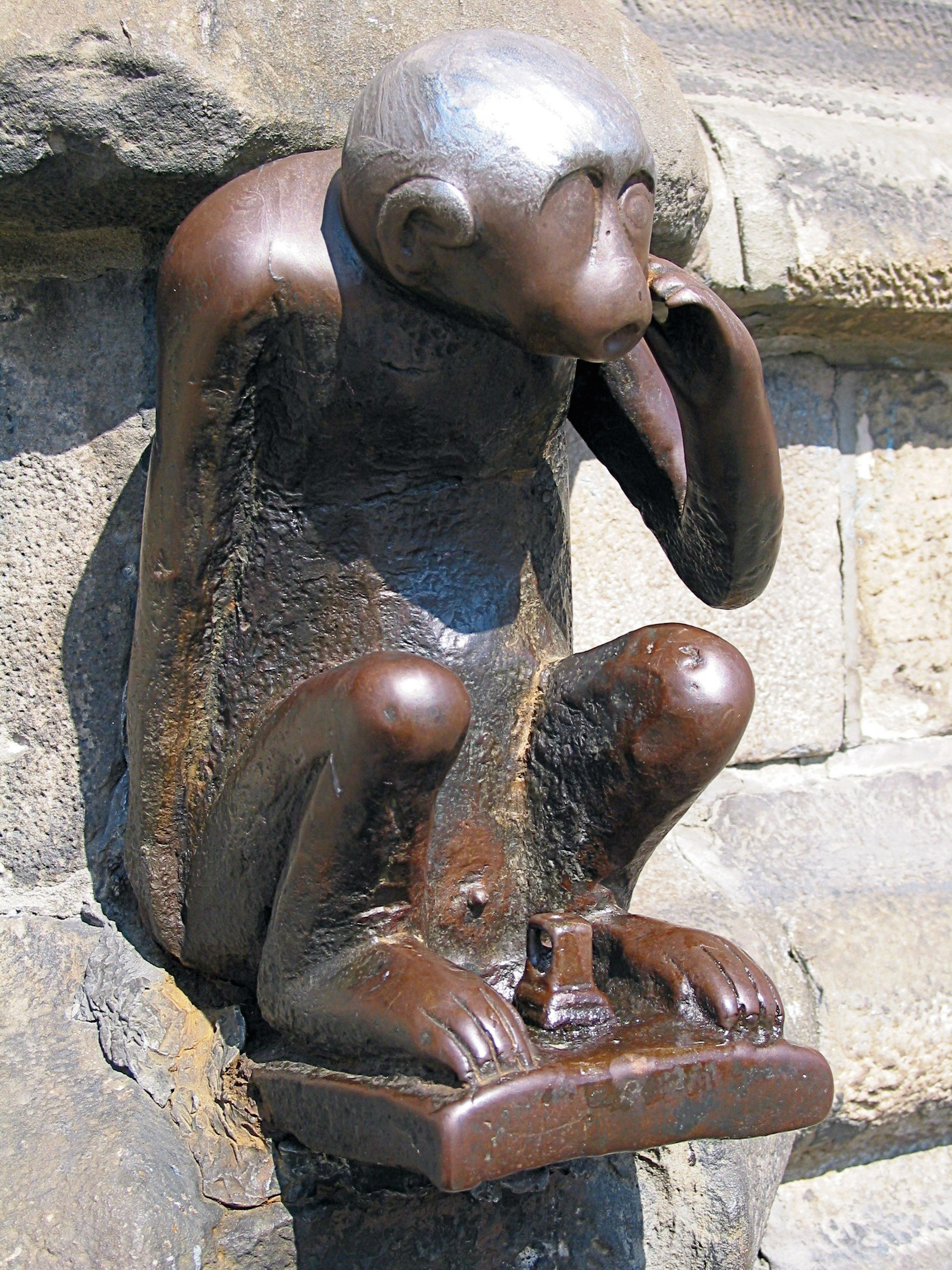
El dodu, el simi emblemàtic de la ciutat
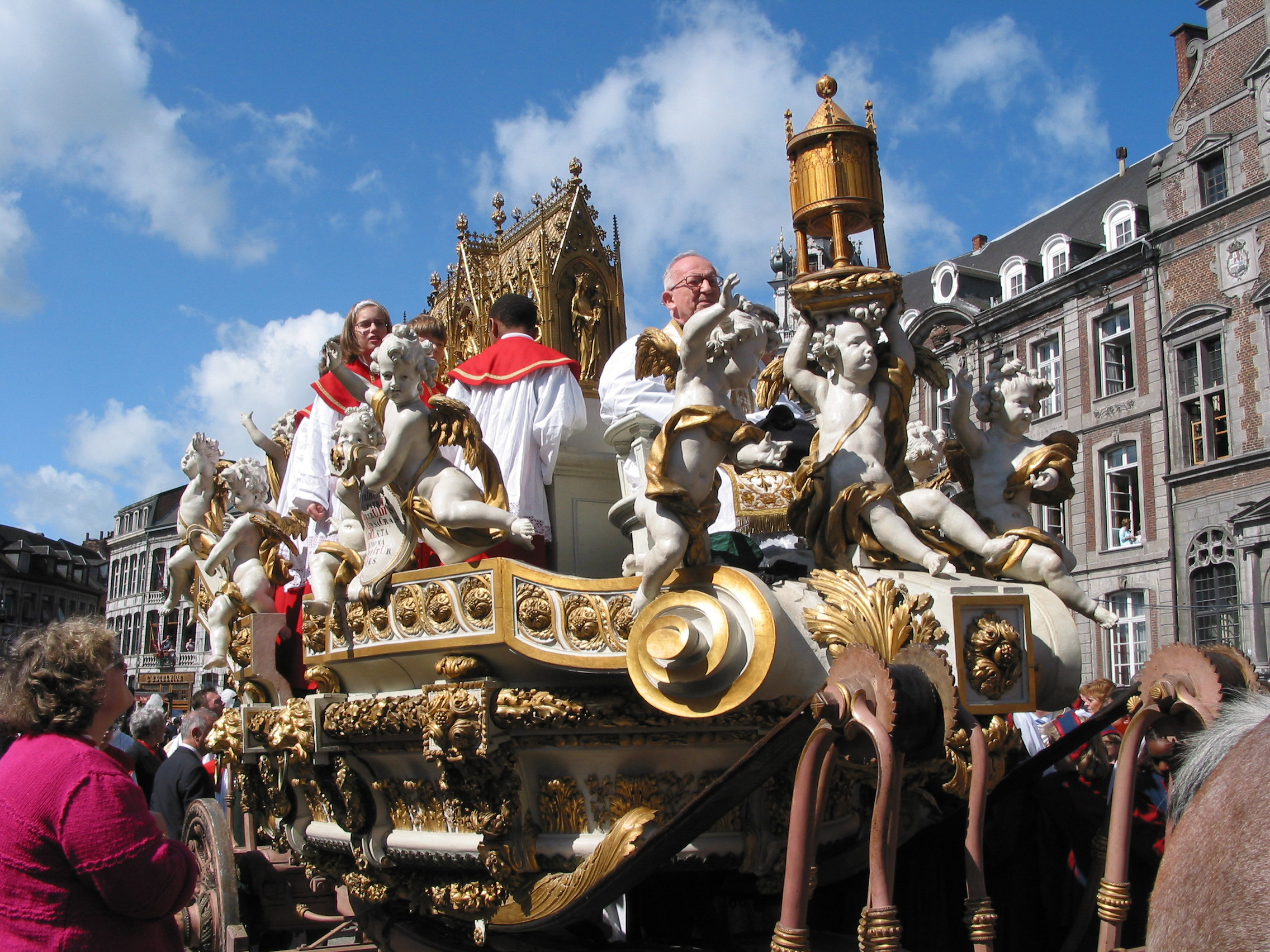
El cotxe d'Or (2)
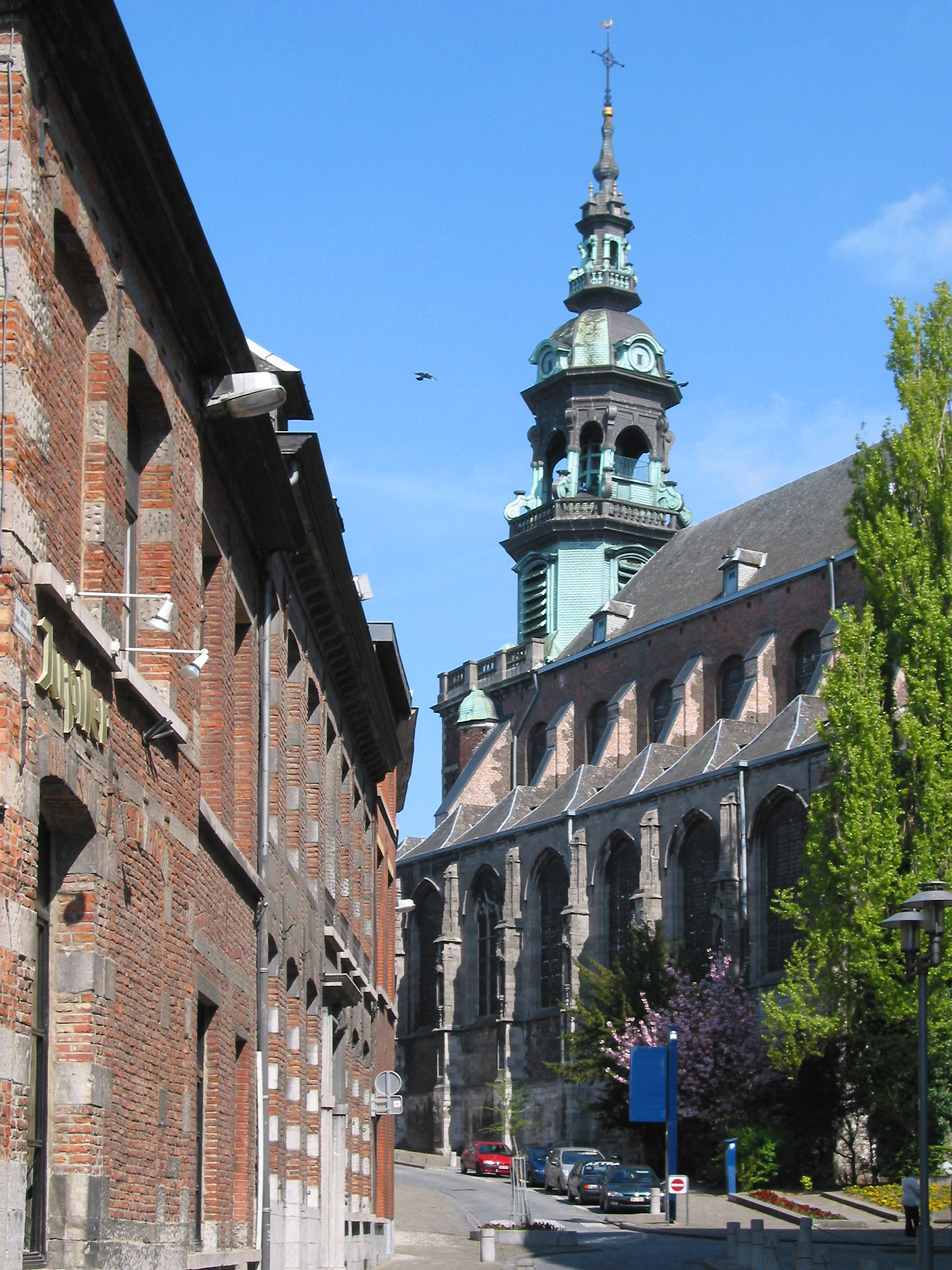
L'església Sainte-Élisabeth.
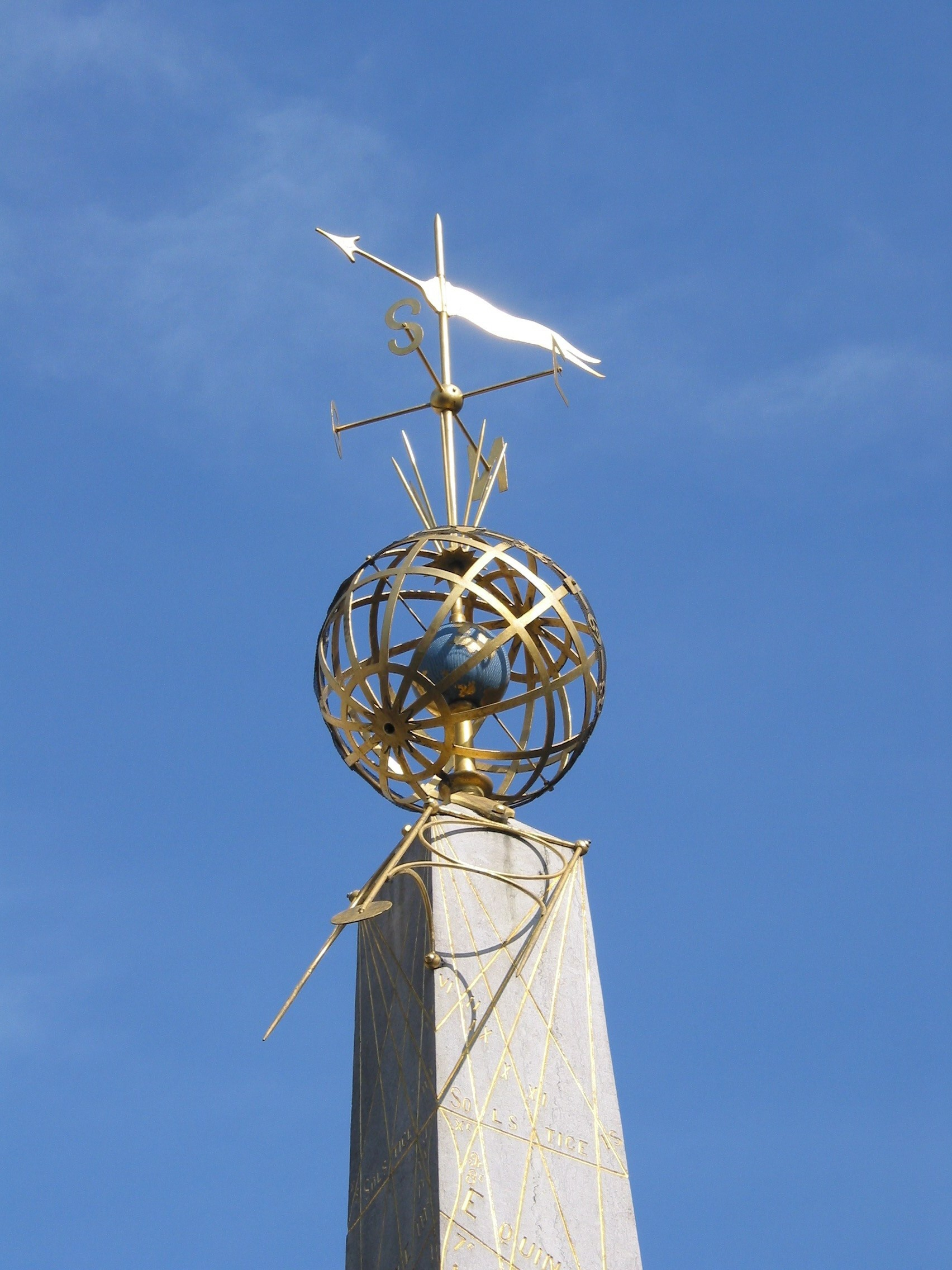
El monument Houzeau.
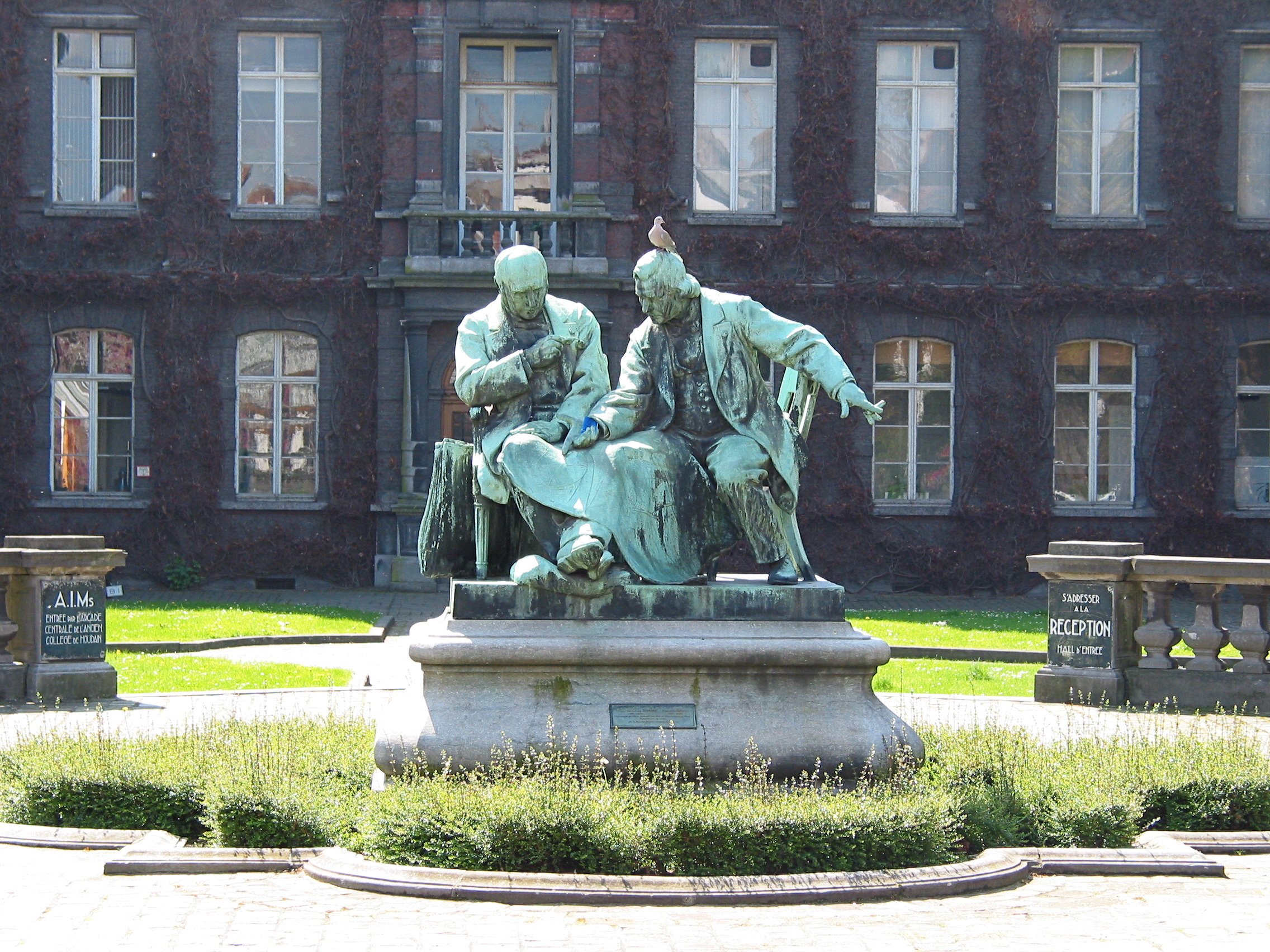
Fundadors de l'École des Mines.
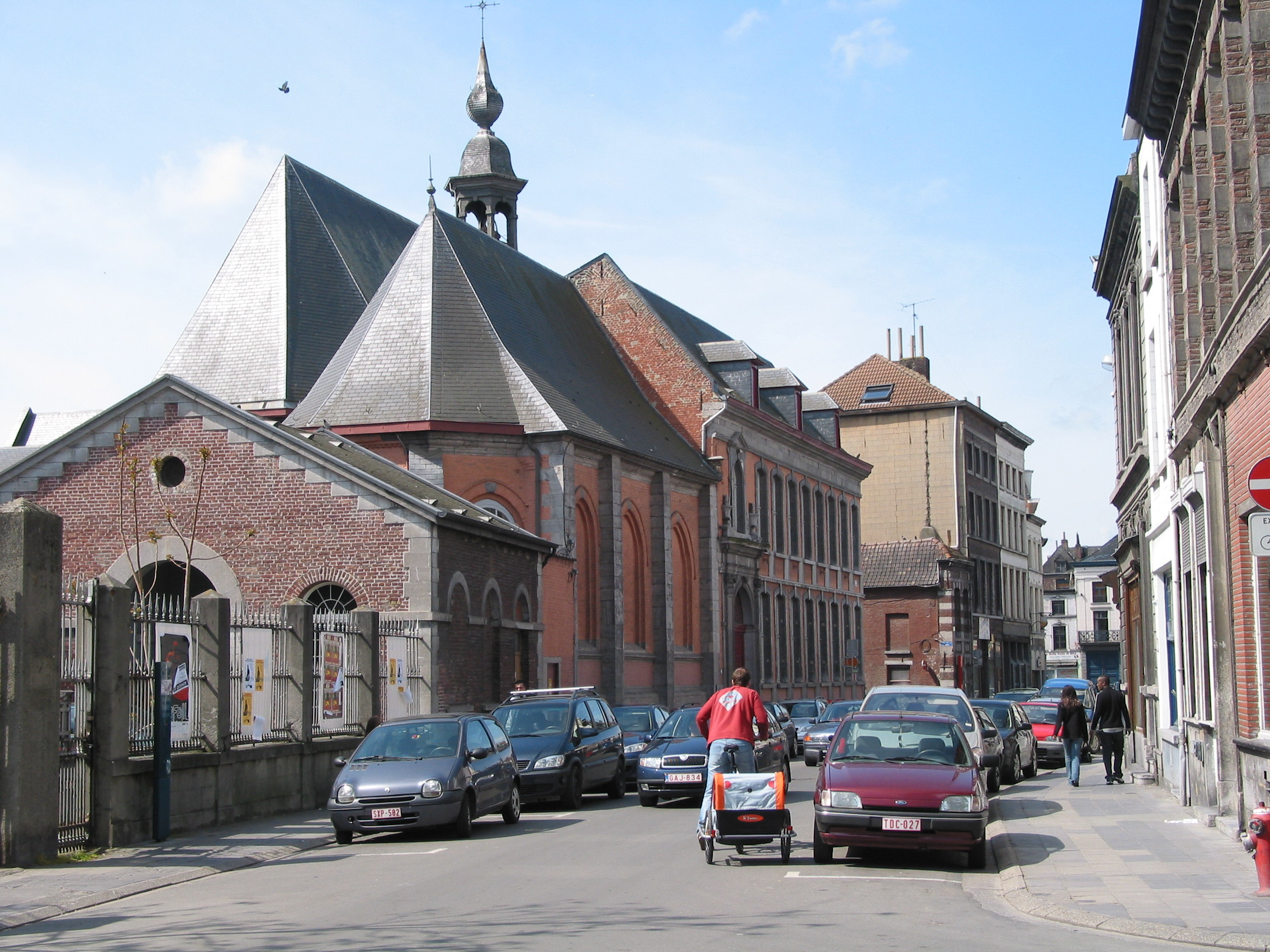
Carrer rue de les Sœurs Noires.
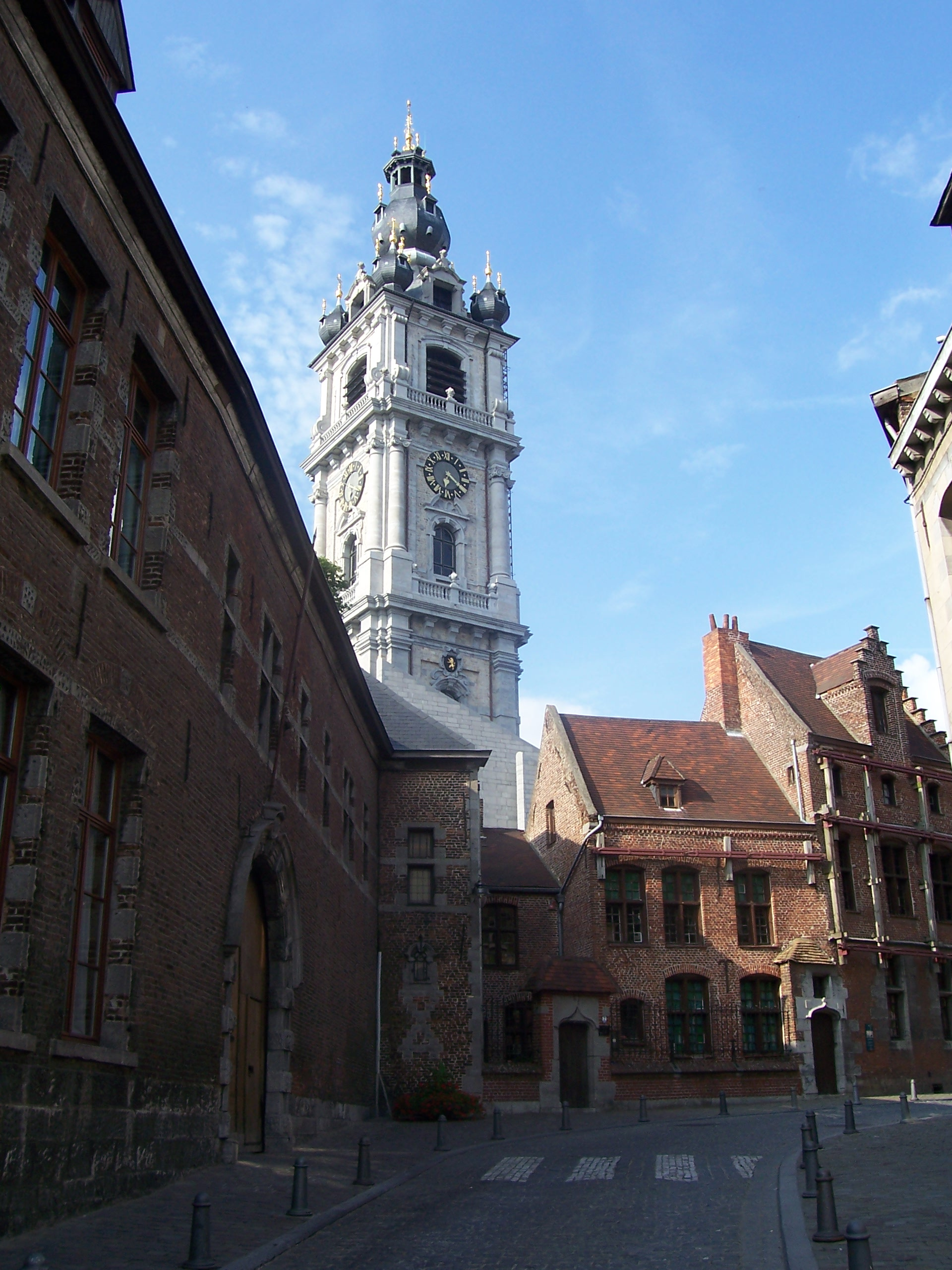
El belfort i la casa espanyola
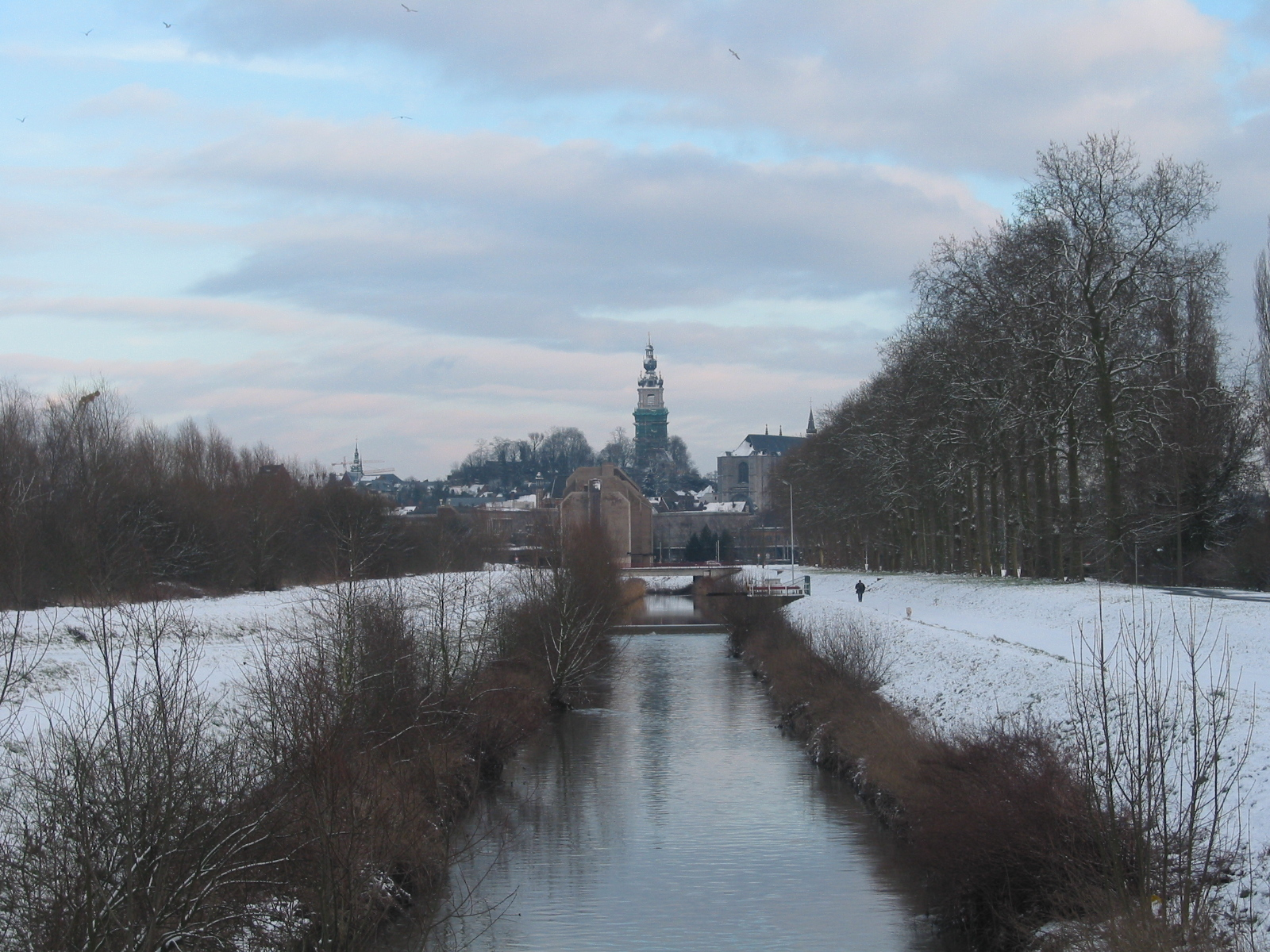
El riu Haine
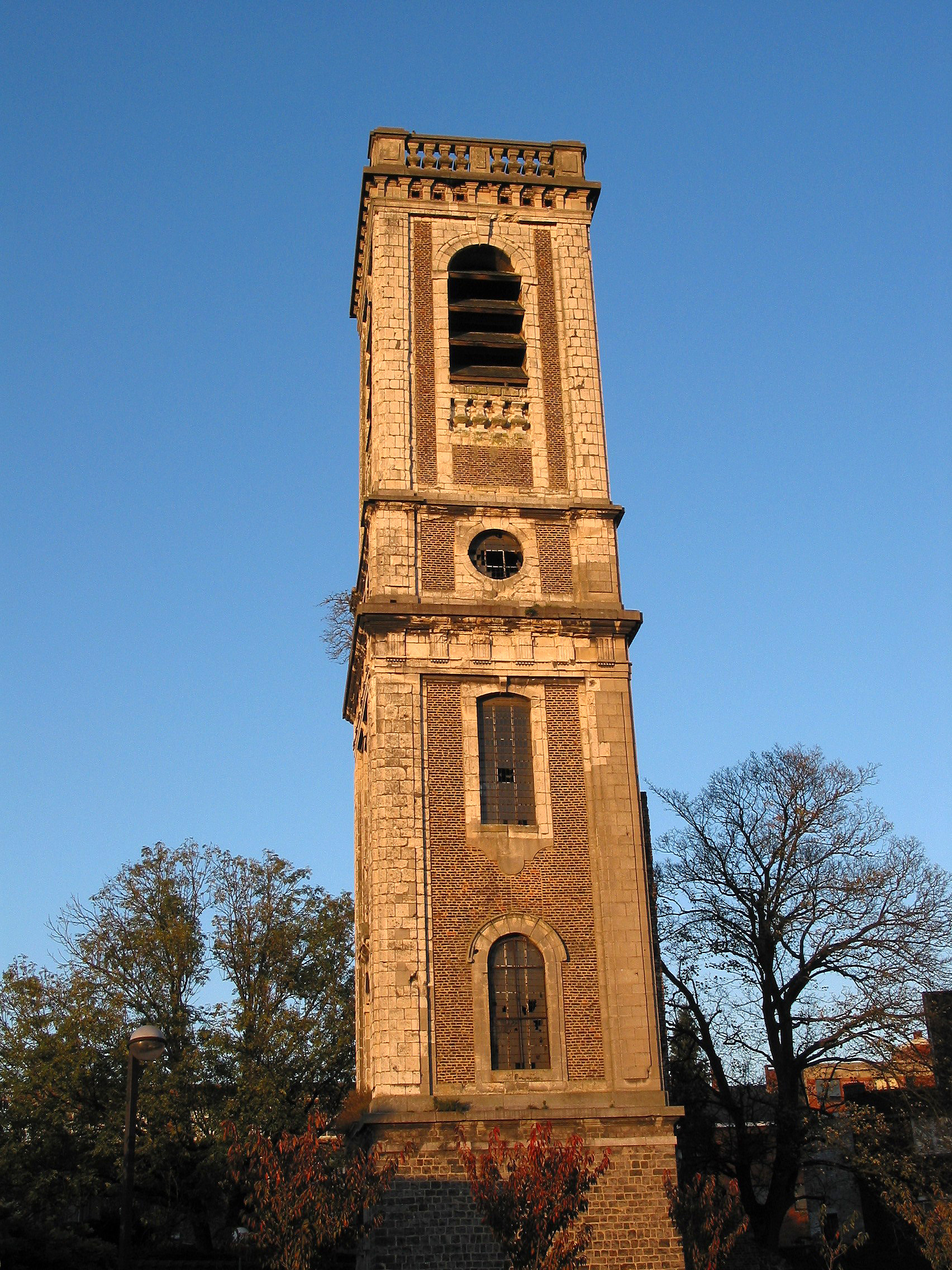
La torre de l'abadia Val des écoliers